# Red Bull Flugtag
Red Bull Flugtag (tyska för flygdag, flyguppvisning) är ett evenemang som anordnas av Red Bull där tävlarna konkurrerar i att flyga med hjälp av hemmabygda enheter. Vinnaren mäts, förutom på sträcka, även på genomförande och kreativitet.

## Historia

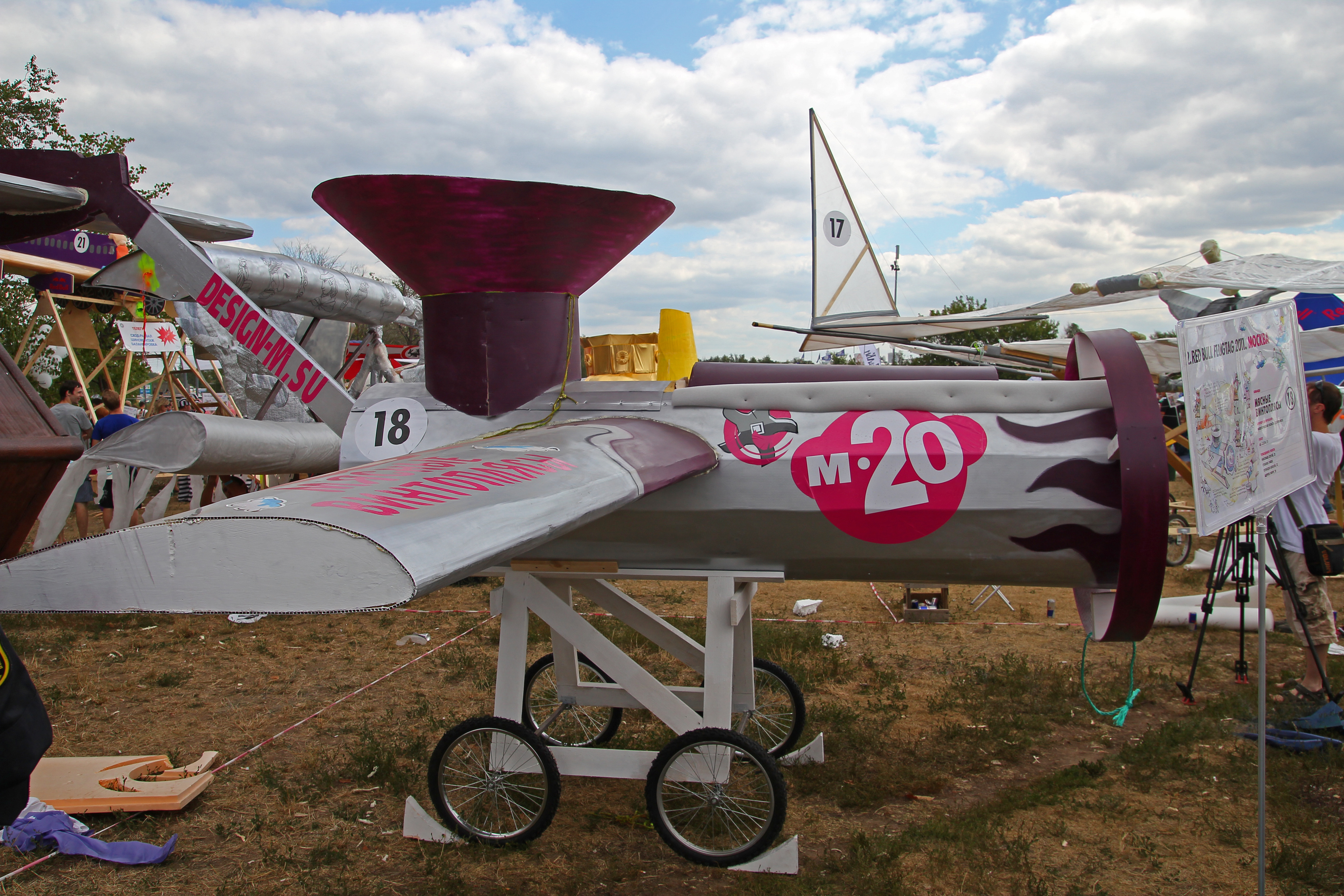
Red Bull Flugtag 2011 i Moskva.

Formatet uppfanns ursprungligen i Selsey, en liten kuststad i södra England under namnet "Birdman Rally" 1971. Den första Red Bull Flugtag-tävlingen hölls 1992 i Wien. Sedan dess har fler än 40 Flugtag-tävlingar hållits runt om i världen.  

## Olyckor
- Bukarest, 19 september 2010, bruten rumpa och skallfaktur.

## Bilder

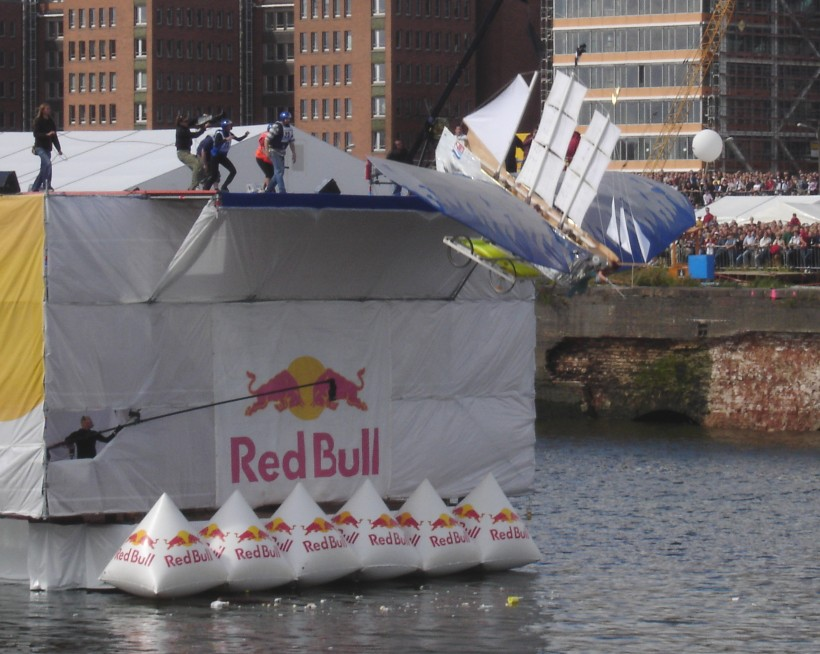
Red Bull Flugtag 2004 i Hamburg.
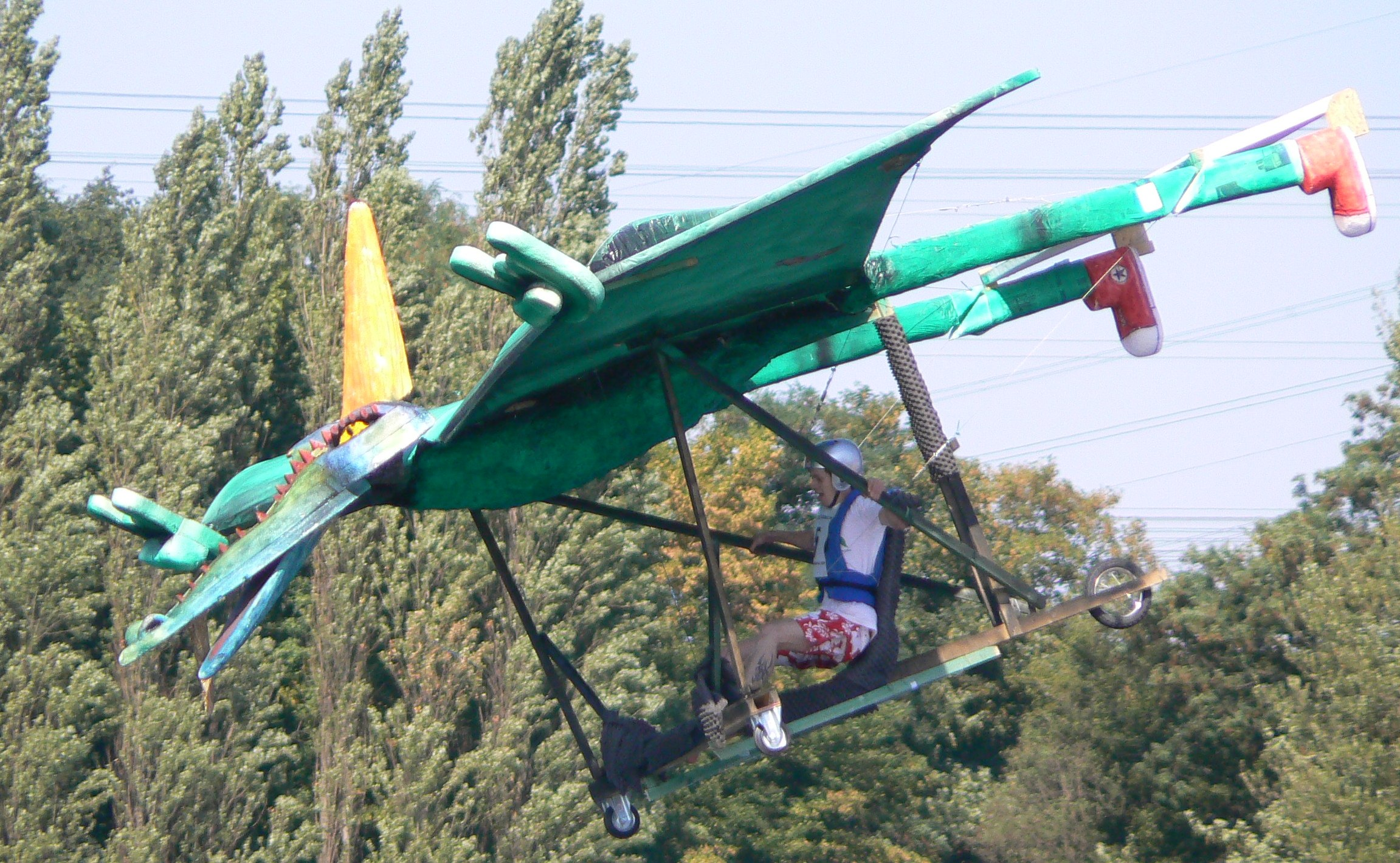
Red Bull Flugtag 2006 i Köln.
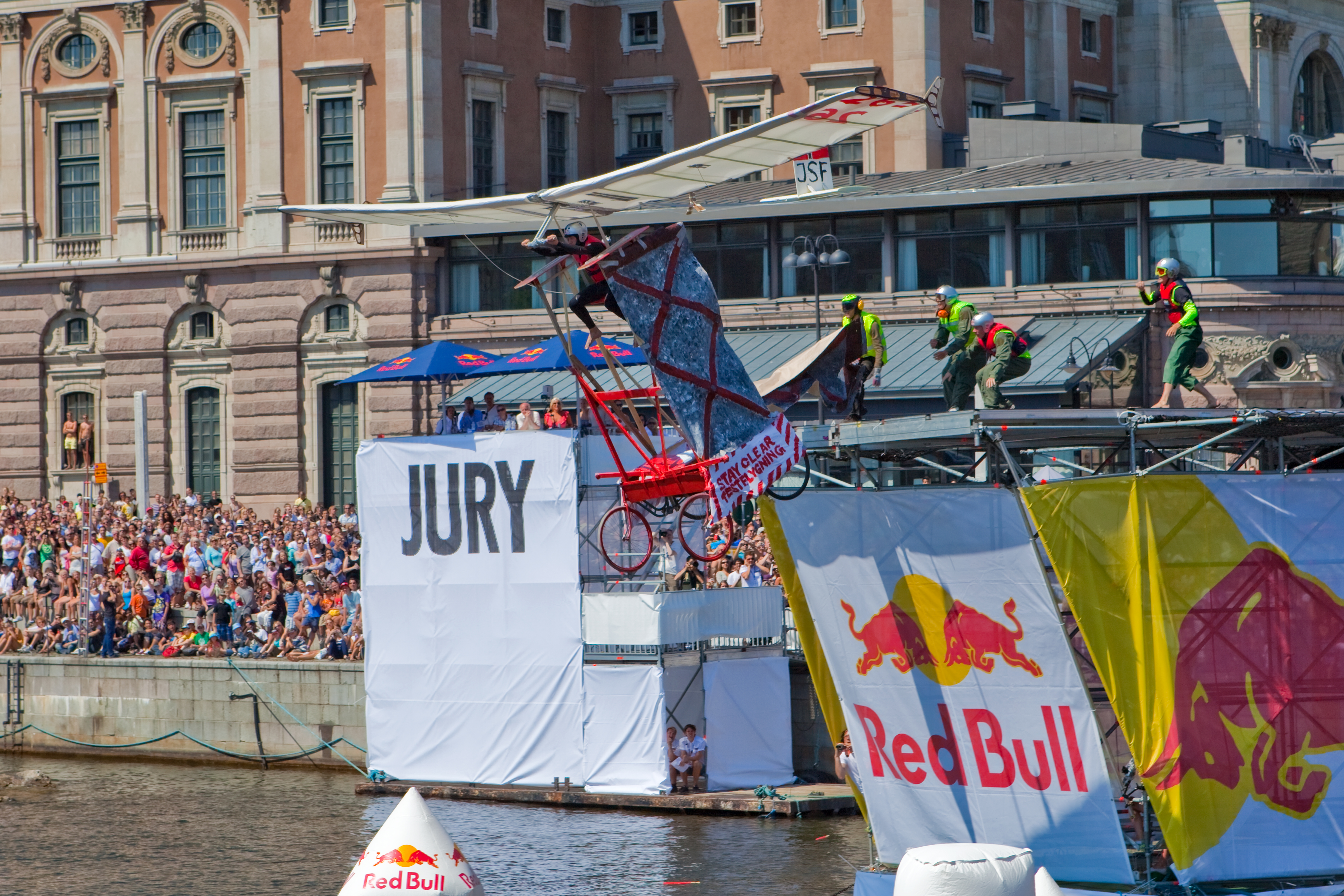
Red Bull Flugtag 2010 vid Strömmen i centrala Stockholm.